# جان ماري أرنولد
جان ماري أرنولد هو سباح بلجيكي، ولد في 27 مايو 1966 في آرلون في بلجيكا.

## وصلات خارجية
- جان ماري أرنولد على موقع الاتحاد الدولي للسباحة (الإنجليزية)
- جان ماري أرنولد على موقع أوليمبيديا (الإنجليزية)